# Abbaye Sainte-Érentrude de Kellenried
L'abbaye Sainte-Érentrude (Abtei St. Erentraud) est une abbaye féminine bénédictine qui est située en Allemagne dans le Bade-Wurtemberg à Kellenried, village dépendant de la commune de Berg, près de Ravensbourg. Elle est vouée à sainte Érentrude de Salzbourg, première abbesse de l'abbaye de Nonnberg.

## Histoire
Cette communauté fut fondée en 1924 par des Sœurs venues de l'abbaye de Bertholdstein en Styrie et du couvent de Sainte-Emma à Gurk en Carinthie et accède au rang d'abbaye en 1926.
L'église abbatiale est construite par Adolf Lorenz entre 1923 et 1924 dans le style néo-baroque. Les moniales sont chassées de leur couvent entre 1940 et 1945 par les autorités nationales-socialistes.

## Aujourd'hui
L'abbaye abrite une crèche de Noël fameuse du XVIIe siècle qui est exposée chaque année au moment de Noël, jusqu'à la Chandeleur (fête de la Présentation de la Vierge, le 2 février).
Les Sœurs vivent des produits de leur terre, d'artisanat et de fabrication de figurines de Noël. Elles accueillent aussi des retraitantes pour des séjours spirituels.
L'abbaye fait partie de la congrégation de Beuron.